# Yêu Ly
Yêu Ly (要離) là một thích khách người nước Ngô đời thời Xuân Thu trong lịch sử Trung Quốc. Truyện về ông được chép trong Ngô Việt Xuân thu và tiểu thuyết Đông Chu Liệt Quốc phản ánh tương tự.

## Hành thích Khánh Kỵ

Yêu ly đâm Khánh Kỵ

Công tử Quang (con vua Ngô Chư Phàn) giết vua Ngô vương Liêu (con Dư Muội, Dư Muội là em của Chư Phàn), lên ngôi lấy hiệu Hạp Lư (có sự giúp đỡ của Ngũ Tử Tư). Con Liêu là công tử Khánh Kỵ trốn sang nước khác, chiêu nạp kẻ hào kiệt, kết liên với các nước lân cận đợi thời cơ về Ngô báo thù. Hạp Lư nghe tin lo ăn không biết ngon, nằm không được yên, nghe tiếng Yêu Ly yêu hùng bèn nghĩ kế dùng Yêu Ly để giết Khánh Kỵ.
Để Khánh Kỵ tin, vua Ngô bèn dùng khổ nhục kế khép Yêu Ly vào tội rồi chặt mất tay phải, giết chết cả vợ con. Yêu Ly gặp Khánh Kỵ, xin chiêu nạp để cùng báo thù vua Ngô. Khánh Kỵ tin dùng và kết làm tâm phúc.
Đến khi Khánh Kỵ đưa binh sĩ và thuyền bè xuôi dòng sông tiến đánh Ngô. Khánh Kỵ cùng ngồi chung thuyền với Yêu Ly, Yêu Ly nhằm lúc gió thổi mạnh cầm giáo đâm suốt bụng Khánh Kỵ. Kỵ xách ngược Yêu Ly lên dìm đầu xuống nước 3 lần rồi lại để lên trên đầu gối, cúi nhìn rồi cười mà bảo rằng: "Thiên hạ còn có dũng sĩ dám cả gan đâm ta !". Quân sĩ bèn xúm lại đâm Yêu Ly, Khánh Kỵ gạt đi mà bảo rằng: "Người này là dũng sĩ! Chớ nên trong một ngày mà để chết 2 dũng sĩ của thiên hạ. Đừng giết hắn làm gì, nên tha cho hắn về Ngô để tỏ lòng trung của hắn."
Sau đó, Yêu tự cho là mình bất nhân, bất nghĩa, bất trí: "Vì đạo thờ vua mà giết cả vợ con, thế là bất nhân; vì vua mới mà giết con vua cũ, thế là bất nghĩa; nên việc cho người mà đến nỗi tàn hại cả thân thể, cả vợ con, thế là bất trí. Đã phạm ba điều ấy, còn mặt mũi nào mà đứng trên cõi đời nữa!" nên tự sát chết.